# 雅西似颈吸虫
雅西似颈吸虫（学名：Isthmiophora jassyense）为棘口科似颈属的动物。分布于罗马尼亚以及中国大陆的北京等地，营寄生生活，宿主人以及寄生于肠中。